# Truccatore
Il truccatore è una figura professionale che svolge la sua attività nel campo del cinema, del teatro o della televisione. Il suo compito principale è quello di operare, con diverse finalità e utilizzando cosmetici di vario genere, degli interventi di trucco sul volto degli attori o dei personaggi che a vario titolo appaiono sullo schermo o sul palcoscenico.

## Competenze
Il truccatore svolge il suo lavoro con differenti criteri secondo il campo di attività in cui è impegnato.
In ambito televisivo interviene sul volto di ogni personaggio che dovrà essere ripreso in primo piano ed il compito principale è quello di far apparire il soggetto senza la caratteristica lucidità della pelle, dovuta alla normale attività di sudorazione; in seguito attuare un Make up consono ai lineamenti del soggetto e mirato a nasconderne eventuali imperfezioni. Lo stesso avviene in campo cinematografico.
In campo teatrale ed in particolare l'opera lirica l'approccio al trucco è diverso: il truccatore a volte deve marcare con molta decisione i tratti somatici del personaggio rappresentato, ad esempio le rughe di un soggetto anziano vengono delineate con linee scurissime e visto da vicino il trucco risulta spesso grottesco. Questo intervento è reso necessario dalla lontananza degli spettatori rispetto al palco, (che nel caso dell'opera lirica è notevole, vista la presenza dell'orchestra tra i due) e la conseguente difficoltà di vedere i lineamenti degli attori. La distanza attenua la pesantezza del trucco avendo poi come risultato la facile comprensione delle caratteristiche del personaggio da parte dello spettatore.
A queste consuete competenze si aggiungono quelle dell'applicazione del trucco scenico, ovvero un trucco finalizzato all'alterazione, a volte anche sostanziale, dei tratti somatici dell'attore, attuato con la collaborazione del regista ed in stretta relazione con le esigenze di copione. L'invecchiamento, le ferite, le cicatrici, barba e baffi posticci, deformazioni dei tratti somatici, sono gli interventi più comuni alla cui realizzazione il truccatore è chiamato.

## Storia

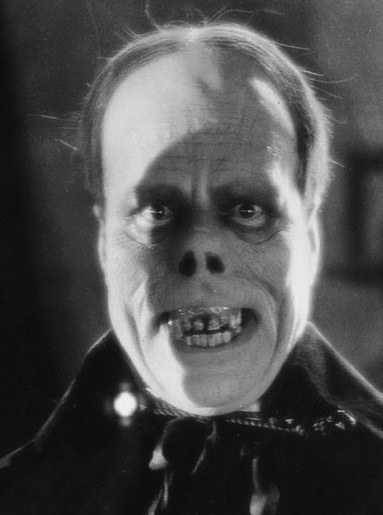
Lon Chaney ne Il fantasma dell'Opera (1925)

Nel campo dello spettacolo il trucco veniva usato da secoli ma è stato con l'avvento e l'evoluzione del cinema con il conseguente fiorire dei generi horror, fantascienza e fantasy che è nata e si è evoluta la figura professionale del truccatore. Questo processo si è sviluppato ed è stato necessario per la continua tendenza alla specializzazione dei ruoli in un campo come quello della cinematografia, che stava assumendo le forme e le dimensioni di un'industria. La perfetta conoscenza delle tecniche di trucco scenico e l'abilità nell'applicarlo diventano requisiti necessari per la buona realizzazione di produzioni di genere. Uno dei pionieri del trucco scenico è stato l'attore Lon Chaney, che sperimentò su se stesso nuove tecniche di trucco per interpretare creature mostruose, persone deformi o mutilate, personaggi dei film horror in cui era protagonista, e non a caso è conosciuto come l'uomo dai mille volti.